# Harmajaea
Harmajaea is een geslacht van schimmels behorend tot de familie Pseudoclitocybaceae. De typesoort is Harmajaea harperi.

## Soorten
Volgens Index Fungorum bevat het geslacht drie soorten (peildatum april 2023):
| Soortnaam           | Auteur(s)                                        | Publicatiejaar |
| ------------------- | ------------------------------------------------ | -------------- |
| Harmajaea guldeniae | Dima, P.-A. Moreau, P. Alvarado & Kekki          | 2018           |
| Harmajaea harperi   | (Murrill) Dima & P. Alvarado                     | 2018           |
| Harmajaea wellsiae  | (H.E. Bigelow) P. Alvarado, Kekki & P.-A. Moreau | 2018           |